# Самоподъёмное судно
Самоподъёмное судно — корабль, оборудованный (подобно самоподъёмным платформам) специальными «ногами», позволяющими ему упираться в морское дно и подниматься на некоторую высоту над уровнем моря для производства работ.
Чаще всего самоподъёмные суда используются для установки и обслуживания расположенных в море ветряных электростанций.
Первым подобным кораблём стало британское судно Resolution, заказанное шанхайской верфи в 2002 году и переданное британскому заказчику в 2004. Работе судна и его команды был посвящён один из фильмов серии Mighty Ships канала Discovery.